# Феодор Чтец

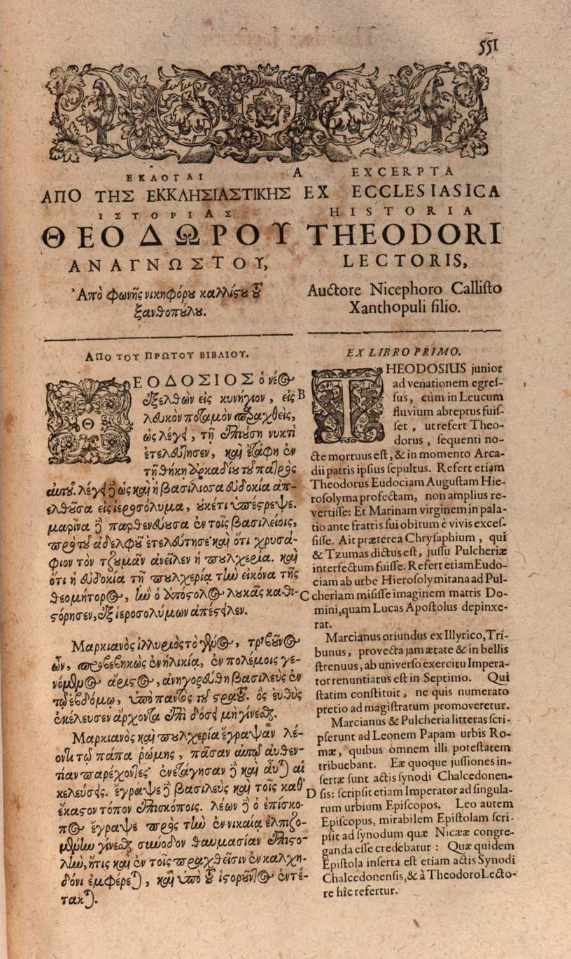
Избранное «Церковной истории» Феодора Анагноста, взятое из сочинения Никифора Каллиста Ксанфопула в книге «Historiae Ecclesiasticae Scriptores Graeci». Amstelodami. 1695 год

 Фео́дор Чтец или  Фео́дор Анагно́ст (греч. Θεόδωρος Ἀναγνώστης), или  Фео́дор Ле́ктор (лат. Theodorus Lector) (конец V века — первая четверть VI века) — чтец Собора Святой Софии в Константинополе, писатель, историк церкви.
О его жизни практически ничего неизвестно. Предположительно, за исповедование Халкидонского вероучения Феодор был сослан в Пафлагонию.
Является автором двух сочинений. Первое из них — «Троякая история», или «Трёхчастная история» (греч. «Τριμερὴς Ἱστορία», лат. Historia Tripartita). Оно описывает историю Церкви с 313 по 439 год, и является компиляций из работ предшествующих трёх историков — Феодорита, Сократа, Созомена.
Второе сочинение — «Церковная история» (греч. «Ἐκκλησιαστικὴ Ἱστορία»), написано в продолжении «Троякой истории», оно описывает историю Церкви с 450 по 518 год, полностью не сохранилось. Сохранились лишь фрагменты от него, в сочинении св. Иоанна Дамаскина «Об иконах» — несколько отрывков; в Суде — один фрагмент; в «Деяния» Седьмого Вселенского собора — один фрагмент, на пятом заседании собора этот отрывок был зачитан; один фрагмент — в Ватиканском кодексе 1455, находящийся среди дополнений (лат. — notae) к сочинениям святого Нила. Упоминание о сочинении Феодора есть в «Истории Церкви» Евагрия Схоластика и в «Хронографии» Феофана Исповедника.
Сочинения Феодора Анагноста напечатаны в 86-м томе «Греческой Патрологии».